# Tanner Buchanan
Tanner Emmanuel Buchanan (n. 8 decembrie 1998, Lima⁠(d), Ohio, SUA) este un actor american. Este cunoscut pentru rolurile sale ca Leo Kirkman din drama politică ABC Designated Survivor și Robby Keene din serialul Netflix Cobra Kai. 

## Biografie
Buchanan s-a născut în Lima, Ohio, pe 8 decembrie 1998. Părinții săi sunt Steve și Marlona Buchanan. Bunicul matern al lui Buchanan era filipinez. A crescut într-o gospodărie creștină și a urmat școala elementară Glandorf din Ohio. S-a mutat la Los Angeles împreună cu familia în 2007 pentru a-și continua cariera de actor.

## Filmografie

### Film
- 2011: Untitled Jeff and Jackie Filgo Project ... Jimmy
- 2012: The Real St. Nick ... Cynical Kid
- 2013: Jake Squared ... Sammy
- 2015: The Heyday of the Insensitive Bastards ... Bobby Bell
- 2017: Anything ... Jack Sachman
- 2019: Max Winslow and the House of Secrets ... Connor Lawson
- 2019: Sinister Seduction ... Dylan Warren
- 2020: Chance ... Colton
- 2021: He's All That ... Cameron Kweller
- 2022: The Hyperions ... Apollo

### Televiziune
- 2010: Modern Family ... Kid #2
- 2013: Grey's Anatomy ... Lucas
- 2013: Major Crimes ... Michelle Brand
- 2013: Ghost Ghirls ... Hero
- 2013–2014: The Goldbergs ... Evan Turner
- 2014: Growing Up Fisher ... Slade
- 2014: Mixology ... Young Dom
- 2015: Girl Meets World ... Charlie Gardner
- 2015–2019: Game Shakers ... Mason Kendall
- 2016: The Fosters ... Jack Downey
- 2016–2018: Designated Survivor ... Leo Kirkman
- 2017: Fuller House ... Chad Brad Bradley
- 2018: The Goldbergs: 1990-Something ... Mike Stamm
- 2018–2025: Cobra Kai ... Robby Keene
- 2020: Deputy ... Brendan